# Parque Natural de El Hondo
Parque Natural de El Hondo – obszar chronionego krajobrazu znajdujący się we wspólnocie autonomicznej Walencja w Hiszpanii. 
Obszar ten jest wpisany na listę konwencji ramsarskiej. Obszar ten został założony w 1989, jego powierzchnia wynosi około 23 km². W parku można spotkać między innymi krewetki, karpieńczyka hiszpańskiego, marmurkę, remiza zwyczajnego, orlika grudodziobego, rybołowa, tamaryszka i żwirowca łąkowego. W parku znajduje się wiele lagun i bagien. 